# إثيل توباخ
إثيل توباخ (بالإنجليزية: Ethel Tobach)‏ (7 نوفمبر 1921-14 أغسطس 2015) كانت عالمة نفس أمريكية معروفة بعملها في علم النفس المقارن والسلام.